# Рёйтер, Поль Жан Мари
Поль Жан Мари Рёйтер (люкс. Paul Jean Marie Reuter; 12 февраля 1911, Мец, Германская империя — 30 апреля 1990, Париж, Франция) — франко-люксембургский юрист.
Изучал право в университете Нанси, преподавал там же, затем в Пуатье и Экс-ан-Провансе.
После Второй мировой войны был начальником канцелярии военного министра Франции Пьера-Анри Тежана и помощником министра иностранных дел Робера Шумана, сотрудничал с газетой «Монд». Был одним из разработчиков договора о создании Европейского объединения угля и стали и подписал этот договор от Люксембурга. В 1953 г. опубликовал книгу об этой международной организации (фр. La Communauté Européenne du Charbon et de l'Acier, предисловие Шумана).
В 1951 г. вернулся в университет Экс-ан-Прованса как профессор юриспруденции и права. Наиболее значительный его труд — монография «Введение в право международных договоров» (фр. Introduction au Droit des Traités). В 1981 г. удостоен Премии Бальцана за заслуги в области международного права.
В 1983 г. учредил фонд, присуждающий Премию Поля Рейтера за исследования в области международного гуманитарного права.